# Jorge Melício
Jorge Melício (ur. 20 marca 1957 w Lobito) – rzeźbiarz angolski, od ósmego roku życia mieszkający w Lizbonie, w Portugalii.
Ukończył szkołę plastyczną im. António Arroio i Akademię Sztuk Pięknych w Lizbonie. W jego dorobku znajdują się bardzo różnorodne prace. Specyficzne cechy jego grafiki i malarstwa dają się odnaleźć również w dziełach w metalu. Jego obsesją jest ceramika, a konkretnie jej specyficzna gałąź, którą jest wytwarzanie azulejos. Artysta spełnia się również na polu wzornictwa, renowacji stiuków, witrażu i dekoracji wnętrz.
Rzeźba jest jedną z form, której poświęca szczególną uwagę. Jego prace w brązie, są właściwie jedynymi w Portugalii, które wpisują się w nurt hiperrealizmu.
Melício jest obecnie jednym z najlepszych rzeźbiarzy angolańskich i najwybitniejszych przedstawicieli hiperrealizmu na świecie.

## Twórczość

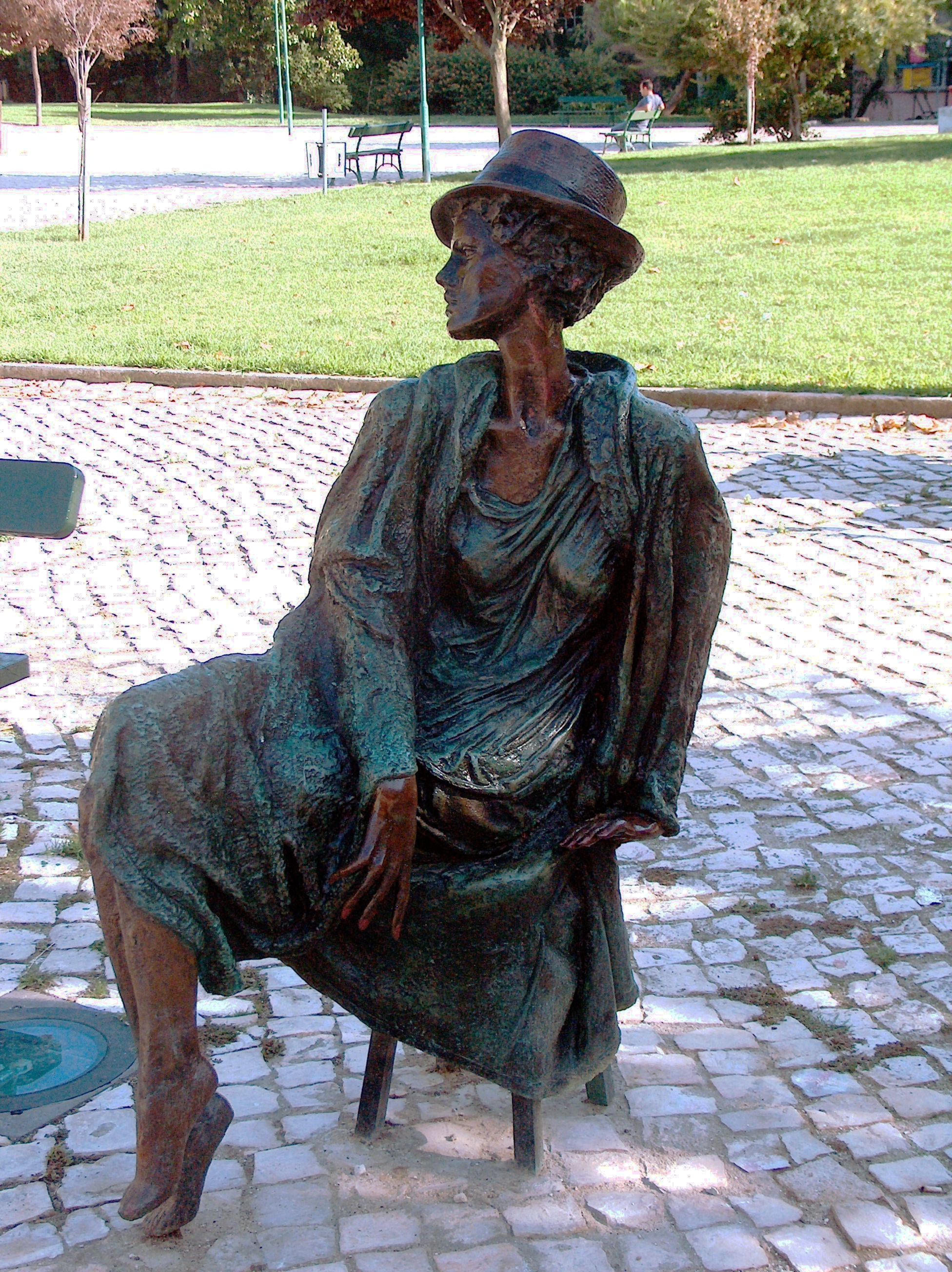
Rzeźba w brązie z zespołu Rodzina.

Od obróbki kamienia przy użyciu narzędzi przemysłowych Melício przechodzi do eksperymentów z innymi materiałami, w tym z gipsem i ze stopami metalu. Przez kilka dekad był animatorem kulturalnym w Lizbonie, pełni również funkcje nauczyciela nauk plastycznych.
Jego dzieła są rozproszone w wielu muzeach, instytucjach i zbiorach prywatnych, jak również w miejscach ogólnodostępnych, jak na przykład zespół rzeźb Rodzina w ogrodzie Fernanda Pessoi w Lizbonie.
- Rodzina (zespół czterech rzeźb w brązie)

## Nagrody i wyróżnienia

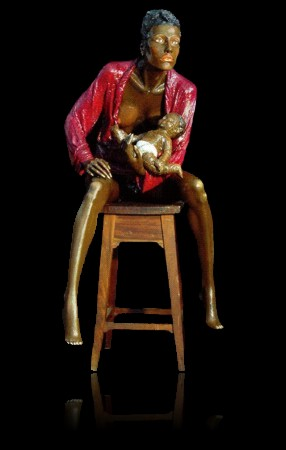
Matka z dzieckiem – rzeźba w brązie.

- Brązowy medal Muzeum Diogo Gonçalvesa w Portimão
- Nagroda Design ICS (Mediolan)
- Srebrny medal (Castelo Branco)